# Kasachischer Fußballpokal 2013
Der Kasachische Fußballpokal 2013 war die 22. Austragung des Pokalwettbewerbs im Fußball in Kasachstan. Pokalsieger wurde Schachtjor Qaraghandy, der sich im Finale gegen den FK Taras durchsetzte.
Durch den Sieg im Finale qualifizierte sich Schachtjor für die erste Runde der UEFA Europa League 2014/15.

## Modus
Außer im Halbfinale wurde der Sieger in einem Spiel ermittelt. Stand es nach der regulären Spielzeit von 90 Minuten unentschieden, kam es zur Verlängerung von zweimal 15 Minuten und falls danach immer noch kein Sieger feststand zum Elfmeterschießen.
Das Halbfinale wurde in Hin- und Rückspiel ausgetragen. Bei Torgleichheit entschied zunächst die Anzahl der auswärts erzielten Tore, danach eine Verlängerung und schließlich das Elfmeterschießen.

## 1. Runde
Alle 16 Teams aus der Ersten Liga (2. Leistungsklasse) und 12 Mannschaften der Premjer-Liga traten gegeneinander an. Die letztjährigen Finalisten FK Astana und Irtysch Pawlodar stiegen erst im Achtelfinale in den Wettbewerb ein.
| Datum                   |                       | Ergebnis               |                        |
| ----------------------- | --------------------- | ---------------------- | ---------------------- |
| 10.04.2013 um 10:00 Uhr | FK Qysyl-Schar SK     | 0:3 (0:3)              | FK Taras               |
| 10.04.2013 um 11:00 Uhr | FK Machtaaral         | 0:2 (0:1)              | Ordabassy Schymkent    |
| 10.04.2013 um 11:00 Uhr | FK Ile-Saulet         | 1:2 (1:1)              | Wostok Öskemen         |
| 10.04.2013 um 11:00 Uhr | FK Astana-64          | 1:1 n. V., (2:4 i. E.) | Tobyl Qostanai         |
| 10.04.2013 um 11:00 Uhr | Sunkar Kaskelen       | 4:0 (0:0)              | FK Ekibastus           |
| 10.04.2013 um 11:00 Uhr | Spartak Semei         | 1:2 n. V.              | Qaisar Qysylorda       |
| 10.04.2013 um 11:30 Uhr | Oqschetpes Kökschetau | 0:0 n. V., (3:4 i. E.) | FK Qairat Almaty       |
| 10.04.2013 um 12:00 Uhr | Laschyn Karatau       | 1:2 n. V.              | Aqschajyq Oral         |
| 10.04.2013 um 12:00 Uhr | Kyran Schymkent       | 2:1 (2:1)              | Schetissu Taldyqorghan |
| 10.04.2013 um 12:00 Uhr | BIIK Kazygurt         | 2:3 (0:0)              | Schachtjor Qaraghandy  |
| 10.04.2013 um 12:00 Uhr | Kaspij Aqtau          | 3:0 (1:0)              | Gefest Karaganda       |
| 10.04.2013 um 12:00 Uhr | Ak-Bulak Talgar       | 0:1 (0:1)              | FK ZSKA Almaty         |
| 10.04.2013 um 13:00 Uhr | Bolat-AMT Temirtau    | 0:0 n. V., (4:3 i. E.) | FK Atyrau              |
| 10.04.2013 um 15:00 Uhr | Beiterek Astana       | 1:9 (1:4)              | FK Aqtöbe              |

## Achtelfinale
| Datum                   |                       | Ergebnis              |                    |
| ----------------------- | --------------------- | --------------------- | ------------------ |
| 01.05.2013 um 11:00 Uhr | Tobyl Qostanai        | 6:2 (3:1)             | FK ZSKA Almaty     |
| 01.05.2013 um 11:00 Uhr | Kyran Schymkent       | 0:1 (0:1)             | FK Aqtöbe          |
| 01.05.2013 um 12:00 Uhr | Sunkar Kaskelen       | 1:1 n. V. (4:5 i. E.) | Aqschajyq Oral     |
| 01.05.2013 um 13:00 Uhr | Ordabassy Schymkent   | 5:1 (3:0)             | Kaspij Aqtau       |
| 01.05.2013 um 13:00 Uhr | FK Astana             | 4:0 (3:0)             | Wostok Öskemen     |
| 01.05.2013 um 14:00 Uhr | FK Taras              | 2:0 (2:0)             | Bolat-AMT Temirtau |
| 01.05.2013 um 14:00 Uhr | Ertis Pawlodar        | 2:0 (0:0)             | Qaisar Qysylorda   |
| 02.05.2013 um 13:30 Uhr | Schachtjor Qaraghandy | 2:1 (2:0)             | FK Qairat Almaty   |

## Viertelfinale
| Datum                   |                | Ergebnis  |                       |
| ----------------------- | -------------- | --------- | --------------------- |
| 19.06.2013 um 15:00 Uhr | FK Taras       | 3:0 (2:0) | Aqschajyq Oral        |
| 19.06.2013 um 15:00 Uhr | Ertis Pawlodar | 2:1 (0:0) | Tobyl Qostanai        |
| 19.06.2013 um 15:00 Uhr | FK Astana      | 1:2 (0:1) | Schachtjor Qaraghandy |
| 19.06.2013 um 16:00 Uhr | FK Aqtöbe      | 3:1 n. V. | Ordabassy Schymkent   |

## Halbfinale
| Datum                   |           | Ergebnis  |           |
| ----------------------- | --------- | --------- | --------- |
| 25.09.2013 um 13:00 Uhr | FK Taras  | 0:0 (0:0) | FK Aqtöbe |
| 30.10.2013 um 11:00 Uhr | FK Aqtöbe | 0:1 (0:0) | FK Taras  |
| Gesamt:                 | FK Taras  | 1:0       | FK Aqtöbe |

| Datum                   |                       | Ergebnis  |                       |
| ----------------------- | --------------------- | --------- | --------------------- |
| 25.09.2013 um 15:00 Uhr | Ertis Pawlodar        | 1:0 (0:0) | Schachtjor Qaraghandy |
| 30.10.2013 um 12:00 Uhr | Schachtjor Qaraghandy | 2:0 (1:0) | Ertis Pawlodar        |
| Gesamt:                 | Ertis Pawlodar        | 1:2       | Schachtjor Qaraghandy |

## Finale
| Schachtjor Qaraghandy                                   | Schachtjor Qaraghandy | FK Taras | FK Taras |
| ------------------------------------------------------- | --- | --- | -------- |
| Schachtjor Qaraghandy                                   | \| 10. November 2013 um 11:30 Uhr in Astana (Astana Arena)[1] \| \| Ergebnis: 1:0 (0:0) \| \| Zuschauer: 24.500 \| \| Schiedsrichter: Igor Aleschin \| | \| 10. November 2013 um 11:30 Uhr in Astana (Astana Arena)[1] \| \| Ergebnis: 1:0 (0:0) \| \| Zuschauer: 24.500 \| \| Schiedsrichter: Igor Aleschin \| | FK Taras |
| Schachtjor Qaraghandy                                   | Alexander Mokin – Aleksandar Simčević, Andrej Parywajeu, Nikola Vasiljević, Sergei Malyj – Aldin Ðidić, Gediminas Vičius (89. Maqsat Baischanow), Roger Cañas, Sergei Chischnitschenko (90. Geworg Ghasarjan) – Andrei Finontschenko , Stanislaw Lunin Cheftrainer: Wiktor Kumykow | Ramil Nurmuchametow – Ersin Mehmedović, Dmitri Jewstignejew , Andrej Schabajew (83. Sergei Schaff) – Sergei Skorych, Eduard Sergienko, Abdoulaye Diakhaté – Witali Jewstignejew, Schakyp Koschamberdy (87. Emanuel Obiora Odita) – Miroslav Lečić, Bauyrschan Scherchan (70. Maksat Amirchanow) Cheftrainer: Arno Pijpers | FK Taras |
| Schachtjor Qaraghandy                                   | 1:0 Chischnitschenko (53.) | | FK Taras |
| Schachtjor Qaraghandy                                   | Ðidić (57.), Finontschenko (61.) | Jewstignejew (61.), Scherchan (61.) | FK Taras |
| 10. November 2013 um 11:30 Uhr in Astana (Astana Arena) | | |          |
| Ergebnis: 1:0 (0:0)                                     | | |          |
| Zuschauer: 24.500                                       | | |          |
| Schiedsrichter: Igor Aleschin                           | | |          |